# Morze Sargassowe
Morze Sargassowe (ang. Sargasso Sea) – morze Oceanu Atlantyckiego.
Na obszarze Morza Sargassowego znajdują się Bermudy. Po raz pierwszy wspomniał o tym morzu Krzysztof Kolumb w trakcie swojej wyprawy w 1492 roku.
Leży w zwrotnikowych szerokościach geograficznych – między równoleżnikami 20°N i 35°N i południkami 30°W i 70°W; także pomiędzy prądami Zatokowym, Kanaryjskim i Północnorównikowym. Szacunkowa powierzchnia to 6–7 mln km². Osiąga głębokość 1500–7000 m.
Morze Sargassowe to obszar względnego bezruchu (halistazy). Gęsto porośnięte przez gronorosty (Sargassum), występują powiązane z nimi organizmy. Średnia temperatura wód powierzchniowych w zimie 18–23 °C, w lecie 25–28 °C. Zasolenie 36,5–37‰. Miejsce tarła węgorzy: europejskiego i amerykańskiego, kongerów: amerykańskiego i białopłetwego oraz kilku innych gatunków ryb węgorzokształtnych.